# Kalkgurung Airport
Kalkgurung Airport är en flygplats i Australien. Den ligger i kommunen Victoria-Daly och territoriet Northern Territory, omkring 550 kilometer söder om territoriets huvudstad Darwin.
Trakten runt Kalkgurung Airport är nära nog obefolkad, med mindre än två invånare per kvadratkilometer..
Trakten runt Kalkgurung Airport består i huvudsak av gräsmarker. Genomsnittlig årsnederbörd är 764 millimeter. Den regnigaste månaden är februari, med i genomsnitt 199 mm nederbörd, och den torraste är juni, med 1 mm nederbörd.